# Colorfactory
Colorfactory byla česká hudební skupina, která je známá zejména hudbou k filmu Šeptej Davida Ondříčka. Skupina získala v roce 1996 cenu Česká Gramy za objev roku.

## Historie
Skupina byla založena v roce 1990 Colinem Stuartem v Kalifornii, ale ve svém původním složení se již po prvním koncertu rozpadla. Colin Stuart přivezl demo nahrávku do Prahy v roce 1992, kde později došlo k vzniku nových Colorfactory, kteří prvně koncertovali v listopadu 1993 v klubu Belmondo.
Ve vlastní produkci začalo nahrávání v Rudolfinu a nabízení nahraného materiálu hudebním vydavatelstvím. Termín vydání desky se několikrát posunul, debutová deska s názvem Colorfactory vyšla v říjnu 1996. Sedm písní z desky bylo použito jako doprovodná hudba k českému filmu Šeptej režiséra Davida Ondříčka.
Při natáčení druhé desky Second Infinity se obměnila sestava skupiny, což se projevilo i na koncertech, kde vystupovali členové spíše podle času. V roce 1999 vyšla druhá deska Second Infinity, kapela se na koncertních pódiích objevovala sporadicky, většinou se uskutečnilo jednou za rok vystoupení na podzim. Postupem času bylo pro členy kapely čím dál větší problém se sejít a od roku 2002 kapela mizí z hudební scény úplně (v letech okolo roku 2004 ještě kapela vystupovala na festivalu Mezi ploty).

## Diskografie
- Colorfactory (1996)
- Second Infinity (1999)